# جرج (واشینگتن)
جرج (به انگلیسی: George) شهری در شهرستان گرانت ایالت واشنگتن است که در سرشماری سال ۲۰۱۰ میلادی، ۵۰۱ نفر جمعیت داشته است. 